# Vincenzo Galeotti
Vincenzo Galeotti (egentligen Tomaselli), född 1733, död 1816, var en dansk-italiensk dansmästare.
Galeotti var elev till Gasparo Angiolini och Jean-Georges Noverre och anställdes 1775 som dansör och balettmästare vid Det Kongelige Teater i Köpenhamn, där han blev den danska balettens grundläggare. Galeotti var en mycket framstående konstnär, som i sin art stod före sin tid.

## Utmärkelser
- Riddare av Dannebrogorden,  1812[3]

[Redigera Wikidata]